# Маисовый полоз
Маисовый полоз, или пятнистый лазающий полоз, или красная крысиная змея (лат. Pantherophis guttatus) — небольшая неядовитая змея из рода Pantherophis, которая обитает в Северной Америке.
Популярна в частных коллекциях любителей рептилий, где известна как гутата или красная крысиная змея.

## Описание
Длина животных может достигать 1,2—1,5 метров. Естественная окраска оранжевая с чёрными полосами, окружающими красные пятна. Брюхо имеет сетчатый бело-чёрный рисунок. Самцы вырастают несколько меньше самок.

## Ареал
В природных условиях маисовый полоз встречается, как правило, в лиственных лесах, а также на бесплодных почвах и вблизи скалистых склонов. Очень большая численность популяции обитает рядом с фермерскими хозяйствами практически на всей территории Америки, а также в Мексиканских провинциях и на Каймановых островах.
Интродуцирована в Баия.

## Образ жизни
Змеи населяют заросшие поля, лесные поляны, деревья, брошенные или редко используемые здания и фермы. Обычно полозы обитают на земле, но могут подниматься на деревья, скалы и другие возвышенности.
Для взрослых особей характерным является полудревесный образ жизни.

## Питание
Питание в основном состоит из грызунов, летучих мышей, ящериц и птиц.

## Морфы
- Морфа «Amelanism» — особи с полным отсутствием черного пигмента, розовыми или красными глазами и беловато-розовым или красным окрашиванием;
- Морфа «Hypomelanism» — особи с коричневыми, сероватыми или светло-коричневыми вентральными чешуйками;
- Морфа «Anerythrysm» — особи с полным отсутствием красного пигмента, светло-серым окрасом и небольшим количеством желтого цвета на шее и нижней части живота;
- Морфа «Charcoal» — особи с преимущественным окрасом в виде нейтральных серых и коричневатых оттенков, а также с практически полным отсутствием желтого пигмента;
- Морфа «Caramel» — особи с мутацией, подавляющей красный пигмент и заменяющей его на желтые оттенки в окрашивании;
- Морфа «Lava» — особи с преобладающим черным пигментом, придающим практически однотонное тёмное окрашивание с небольшими черноватыми вкраплениями;
- Морфа «Lavender» — особи с практически полным отсутствием меланина. Окрас может варьироваться от нежно-лавандового цвета до розовых и кофейных оттенков.